# Michel-Édouard Leclerc
Pour les articles homonymes, voir Michel Leclerc et Leclerc.
Michel Leclerc, dit Michel-Édouard Leclerc, né le 23 mai 1952 à Landerneau (France), est un dirigeant d'entreprises français. Il préside notamment le groupe E.Leclerc.
À ce titre, il dirige le groupement d'entrepreneurs réunis sous l'enseigne E.Leclerc et représente le groupe auprès des pouvoirs publics et des médias. 
Il est également président du Fonds Hélène et Édouard Leclerc depuis 2011, président de la maison d’édition MEL Publisher depuis 2013, président de NEOMA Business School depuis 2018 et président de l'IRIS depuis 2023.

## Biographie

### Enfance et formation
Né le 23 mai 1952, Michel-Édouard Leclerc — qui accole le prénom de son père à son prénom d'état civil pour lui rendre hommage dans les années 1980, — est le fils d'Hélène et Édouard Leclerc. À Landerneau (Finistère), sa ville natale, il assiste aux débuts du « centre distributeur » dans lequel ses parents expérimentent une formule de vente originale .
À onze ans, il quitte le domicile familial pour faire ses études secondaires, comme son père, dans le petit séminaire du Sacré-Cœur de Viry-Châtillon (Essonne). En 1970, après un baccalauréat littéraire A3, il s'inscrit en sciences économiques à l'université de Brest, mais, peu doué en mathématiques, il déserte les amphithéâtres et adhère au Parti socialiste unifié (PSU). Un an plus tard, il s'inscrit à l'université Paris 1 Panthéon-Sorbonne. Il entreprend un doctorat en sciences économiques sous la direction de Raymond Barre. Il soutient sa thèse en 1978 : Le financement du déficit extérieur de la France après la crise pétrolière de 1973, il est aussi titulaire d'une maîtrise de philosophie, et d'une maîtrise de sciences politiques.

### Premiers pas au sein des supermarchés Leclerc (1979-1987)

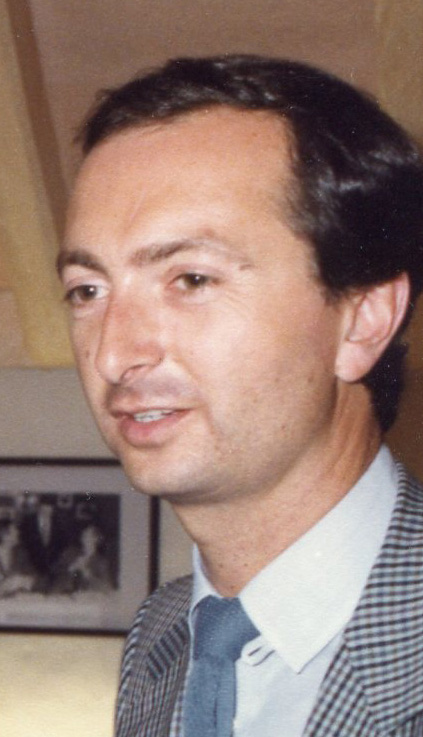
Photo non datée de Michel-Édouard Leclerc.

En 1979, quand il se voit proposé par André Jaud (adhérent à Laval et bras-droit de son père Édouard) la mission de développer une société d'importation – future SIPLEC– afin de rendre indépendant l'approvisionnement en carburant des supermarchés, il accepte. Le 7 mai 1979, il est nommé conseiller technique en intérim. 

### Coprésidence et présidence de l'ACDLec (1988-2019)
En 1988, Michel-Édouard Leclerc est élu coprésident de l'ACDLec (Association des centres distributeurs Leclerc[source insuffisante]) au côté de son père. La même année, il dénonce les pratiques des municipalités quant à l'implantation des grandes surfaces et sera entendu à ce sujet par une commission d'enquête gouvernementale.
Michel-Édouard Leclerc continue ses combats pour accéder aux secteurs protégés, en se reposant sur une utilisation systématique du droit et du conflit judiciaire, orchestrée et relayée dans des campagnes de communication. 
En 1996, les centres E.Leclerc sont les premiers à supprimer les sacs de caisse jetables pour les remplacer par des sacs recyclables et échangeables à vie. L’enseigne poursuit son engagement écologique en organisant un événement annuel de ramassage de déchets à travers la France, « Nettoyons La Nature » (1998). Depuis, l’enseigne conduit une politique engagée en faveur de l’environnement : conception de nouveaux magasins à Haute qualité environnementale (HQE), participation au programme The Forest Trust (TFT), qui certifie les filières d’approvisionnement de bois (2004), implication des fournisseurs dans la démarche développement durable. En 2005, les centres E.Leclerc deviennent également le premier distributeur de produits équitables en France.
Michel-Édouard Leclerc s'impose comme un interlocuteur redouté auprès des pouvoirs publics alors que ses détracteurs le décrivent en « jésuite médiatique surcoté, fasciné par les feux de la rampe, impitoyable derrière son abord agréable ».
Il succède à son père Édouard Leclerc à la présidence de l'ACDLec en 2006.

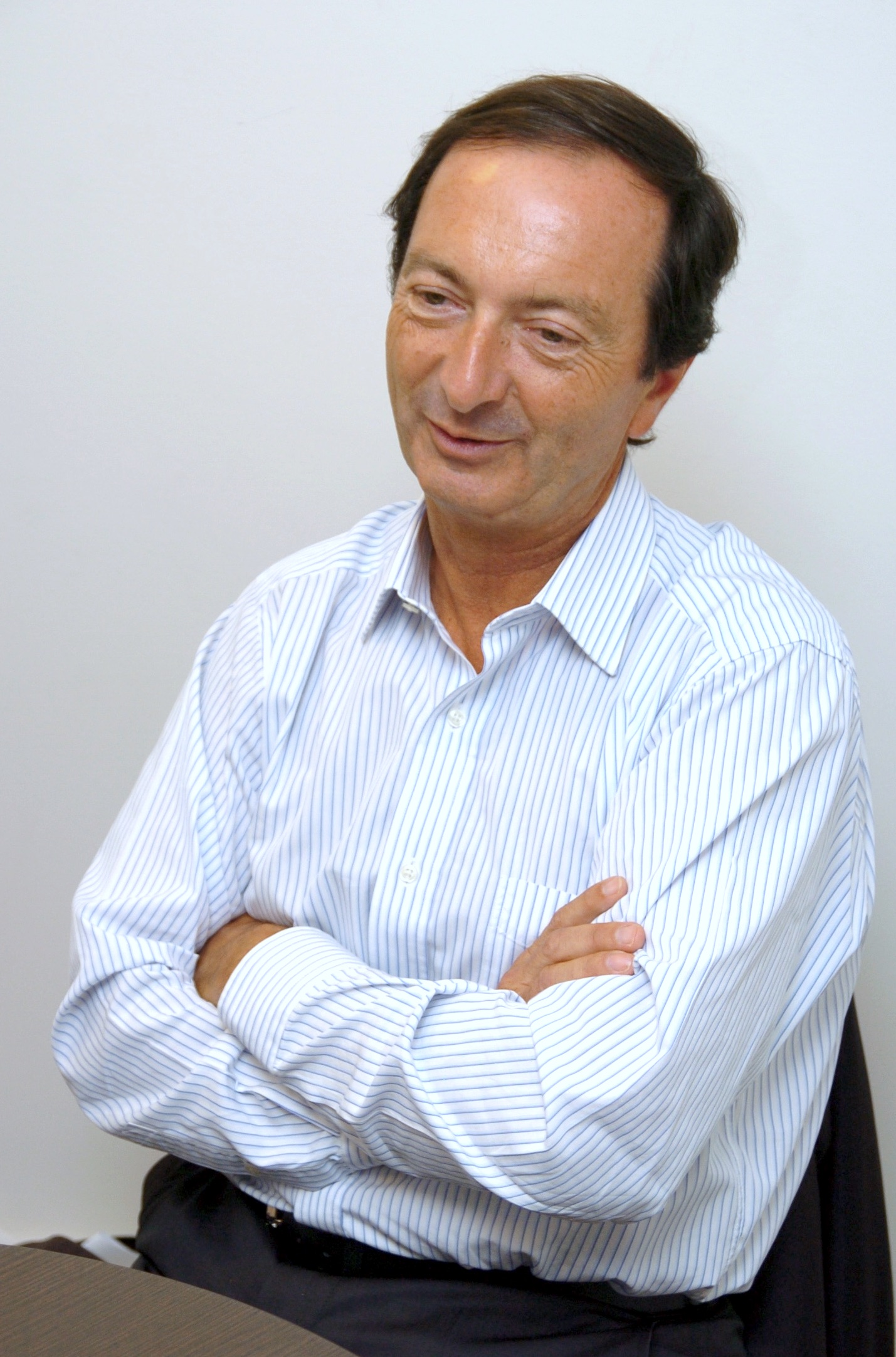
Michel-Édouard Leclerc, le 03 septembre 2007 à Paris.

Il est reconnu pour ses participations à une soixantaine de manifestations culturelles (sponsorisant notamment, de 1990 à 2007, le festival international de la bande dessinée d'Angoulême, La Folle Journée de Nantes, les Étonnants voyageurs de Saint-Malo, le Festival de chansons vivantes de Montauban ou le festival des Vieilles Charrues) et en créant, avec les Espaces Culturels E.Leclerc, le prix Landerneau en 2008 et le Fonds Hélène et Édouard Leclerc pour la culture (expositions temporaires dans ce centre d'art contemporain) en 2012,. Sous son égide, les Espaces Culturels E.Leclerc sont devenus en 2012 le deuxième diffuseur de produits culturels en France (premier pour les BD, deuxième libraire et troisième disquaire de France), ce qui leur vaut d'être accusés de marchandisation de la culture, comme la Fnac, Amazon, ou Lagardère (à travers l'enseigne Virgin).
En mai 2021, il est élu « patron préféré des Français » selon un classement du magazine Forbes.

### Vie privée
Passionné de bandes dessinées, il est également un grand collectionneur de planches illustrées. Passionné également de navigation à voile, il a notamment franchi plusieurs fois le cap Horn. Divorcé, il est remarié à Natalia Olzoeva, née à Oufa (Russie) en 1980, et est père de quatre enfants de son premier mariage.

## Décoration
- Chevalier de la Légion d'honneur (décret du 29 mars 2002)[1]